# Cryphia hemiphaea
Cryphia hemiphaea är en fjärilsart som beskrevs av George Francis Hampson 1906. Cryphia hemiphaea ingår i släktet Cryphia och familjen nattflyn. Inga underarter finns listade i Catalogue of Life.